# Váránasí
Váránasí (sanskrt: वाराणसी Vārāṇasī, výslovnost [ʋaːɾaːɳəsiː] ), známé též jako Benáres ([bə.naː.rəs]) nebo Káší (hindsky काशी, urdsky کاشی, Kāśī [kaː.ʃiː] ), je město ležící na západním břehu řeky Gangy v indickém státu Uttarpradéš. Je považováno za svaté město hinduistů, buddhistů a džainistů. Je jedním z nejdéle trvale osídlených měst na světě.
Kashi Naresh (maharádža z Káší) je hlavním kulturním patronem Varanási a nedílnou součástí všech náboženských slavností. Kultura Váránasí je těsně spojena s řekou Gangou a jejím spirituálním významem. Váránasí je kulturním a náboženským centrem severní Indie již po několik staletí. Svou klasickou hudbu zde skládal například Benares Gharana, ale působilo zde mnoho indických filozofů, básníků spisovatelů a hudebníků. Ve městě sídlí také čtyři univerzity – Banaras Hindu, Mahatma Gandhi Kashi Vidyapeeth, Centrální institut vyšších tibetských studií a Sampurnanand Sanskrit University. Místní obyvatelé mluví většinou dialektem bhódžpurštiny, který je velmi podobný hindštině.
Americký spisovatel Mark Twain o Váránasí napsal: „Váránasí je starší než historie, starší než tradice, starší dokonce než legendy a ještě dvakrát tak staré jako to všechno dohromady.“

## Historie
Podle legendy bylo město založeno indickým bohem Šivou přibližně před 5000 lety a ihned město učinil jedním z nejdůležitějších poutních měst v zemi, Váránasí je jedním ze sedmi posvátných hinduistických měst.
Obecně se soudí, že město bylo založeno asi před 3000 lety. Za časů Guatama Buddhy (narozen asi 567 př. n. l.) bylo již hlavním městem království Kashi. Slavný čínský cestovatel Süan-cang město označil jako centrum náboženství, vzdělanosti i umění a podle jeho záznamů se rozkládalo na území o rozloze asi 5 km² na západním břehu Gangy. Během několika úspěšných invazí do města, kterou začaly hordy Mahmuda z Ghazni roku 1033 následovaným Mohammedem Ghori roku 1193. Muslimové vyplenili a zničili mnoho hinduistických chrámů (které byly ale průběžně obnovovány) a materiál z nich používali při stavbách mešit. Na počátku 17. století si spolu s vládou mughalského krále Akbara mohli hinduisté oddechnout, ale již na konci stejného století začala další likvidace hinduistických památek, tentokrát na příkaz dalšího mughalského krále Aurangzeba, který město také přejmenoval na Mohammadâbâd. V tomto období muslimské nadvlády uprchlo mnoho hinduistických učenců do jiných částí Indie. Obrat v dějinách města přivodili až Marathové, za jejichž vlády se Váránasí stalo nezávislým královstvím Kashi (18. století) a následně pod britskou vládou zůstalo obchodním i náboženským centrem. Roku 1910 vyhlásili Britové Váránasí za nový indický stát.

## Město

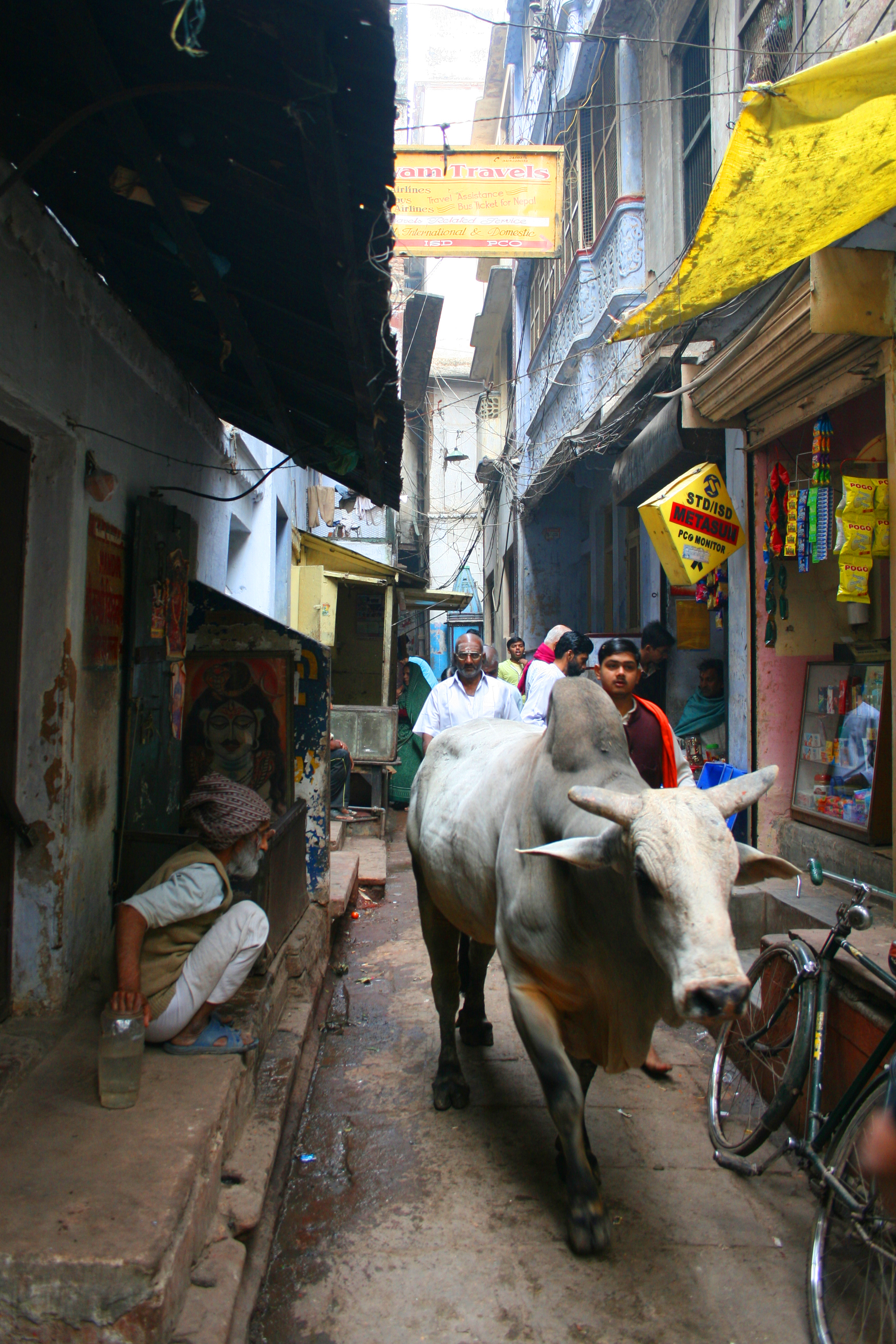
Býk v ulici centra Váránasí.

Staré centrum města Váránasí, čtvrť poblíž řece, je poseta úzkými křivolakými uličkami, které jsou lemovány malými obchody nebo stánky a spoustou hinduistických chrámů. Místu nelze upřít jistý genius loci, stejně jako je téměř nemožné se ve změti uliček alespoň jednou neztratit. Hlavní obytné čtvrti (zvláště pro střední a vyšší třídu) ovšem leží stranou centra a všech ghátů (schodiště od chrámů k řece Ganze používaná pro náboženské obřady a kremace mrtvých), jsou více prostorné a také znečištěny.

## Gháty
Ghátů je ve Váránasí přibližně 100 a mnoho jich bylo vybudováno za vlády Marathů. Marathové, Shindové (Scindias), Holkarové, Bhonslové a Peshweové jsou patrony dnešního Váránasí. Mnoho ghátů je soukromých, například dřívějším Kashi Naresh patří gháty Shivala nebo Kali. Většina ghátů je určených ke koupání, několik slouží výhradně ke kremaci.

### Dashashwamedh
Leží blízko chrámu Vishwanath a jedná se o jeden z nejvelkolepějších. Vážou se k němu dvě hinduistické legendy. Podle jedné byl ghát vytvořen samotným Brahmou na uvítání boha Šivy. Podle druhé na tomto místě Brahma rituálně obětoval deset koní.

### Agni Pooja
Tento ghát (jehož název znamená Ghát uctívání ohně) je místem, kde skupina mnichů každý večer vykonává své obřady, kterými uctívají Šivu, řeku Gangu, slunce a oheň.

### Manikarnika
Hlavní kremační ghát ve Váránasí. Je spojen se dvěma legendami: Podle první je tento ghát místem, kde Višnu vykopal jámu svou čakrou a naplnil ji svým potem, zatímco prováděl různá pokání. Šiva ho během jeho počínání sledoval a do jámy měla přitom spadnout jedna z jeho náušnic („manikarnika“). Podle druhé legendy se jednoho dne Šiva spolu se svými žáky rozhodl odejít z Váránasí. Šivova choť Parvati byla ale proti a aby ho zadržela na místě, předstírala ztrátu náušnice. Šivovi řekla, že jí ztratila na břehu řeky. Myslela si, že Šiva tak zůstane na místě a bude ztracenou náušnici hledat. Legenda neříká, jak se Šiva rozhodl, ale údajně se zeptá každé duše zpopelněné na tomto ghátu, zda onu náušnici neviděla.

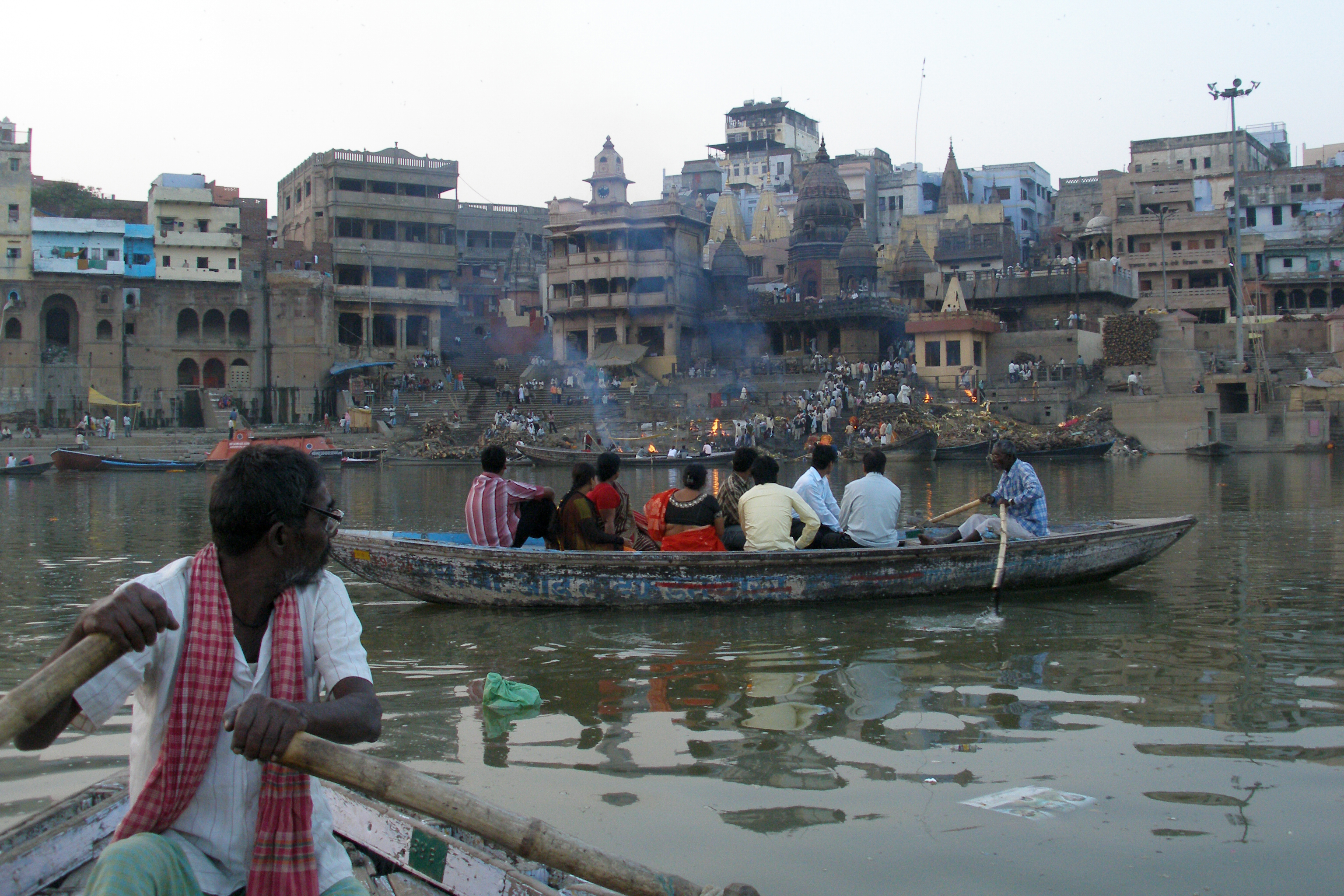
Kremační ghát Manikarnika.

### Harishchandra
Jeden z nejstarších dochovaných ghátů ve Váránasí. Nese jméno mytického krále Harish Chandry, který se prý osobně podílel na jeho výstavbě. Je jedním ze dvou kremačních ghátů ve Váránasí (druhým je Manikarnika). Hinduisté přivážejí těla svých drahých z celé Indie, aby mohli být zpopelněni na jednom z těchto ghátů.

### Scindia (Shinde)
Malebný ghát ležící hned vedle ghátu Manikarnika. Odděluje je Šivův chrám, který je částečně ponořený do řeky. To je následek jeho nepovedené stavby před 150 lety, kdy se celý chrám propadl o několik metrů dolů. Podle jedné z legend se na tomto místě narodila hinduistická bohyně ohně Agni.

### Assi
Ghát ležící na soutoku řek Gangy a Assi a je to nejjižnější ghát ve Váránasí a tisíce hinduistických poutníků se v něm koupou, dříve než rituálně slíbí svou věrnost Šivovi.

## Doprava
Ve městě je, jako téměř všude v Indii, nejběžnějším dopravním prostředkem autorikša, do vzdálenějších oblastí jezdí minibusy. Po řece jezdí velké množství malých lodí, které jsou používány i jako přívoz přes řeku. Doprava ve městě je velmi pomalá a chaotická.
Váránasí je velmi dobře letecky spojeno s většinou velkých měst v Indii. Letiště Babatpur leží na SZ asi 18 km od centra města (asi 45 minut taxíkem) a létají z něj všichni velcí domácí přepravci.
Po železnici je Váránasí spojeno se světem již od roku 1862, kdy byla vybudována trať do Kalkaty. Nyní nabízí spojení do všech velkých indických měst, ovšem vzhledem k popularitě města bývají jízdenky i týden předem vyprodané.